# Röfi
A Röfi vagy Malacka (eredeti cím: Cerdita) 2022-ben bemutatott spanyol–francia horrorfilm, amelyet Carlota Pereda írt és rendezett. A főbb szerepekben Laura Galán, Richard Holmes, Carmen Machi, Irene Ferreiro, Camille Aguilar, Claudia Salas és Pilar Castro látható.
Spanyolországban 2022. október 14-én  Franciaországban 2022. november 2-án mutatták be. Magyarországon először a Cinego streaming oldal mutatta be 2023. január 5-én, majd 2023. május 25-én a mozik is bemutatták.

## Cselekmény
Sara, akit a zsarnok Maca és barátai, Roci és Claudia Röfi névvel illetnek, egy túlsúlyos tinilány, aki egy extremadurai kisvárosban él. Egy nyári napon Sara úgy dönt, hogy ellátogat a helyi uszodába, ahol azonban a három zsarnok felfedezi őt, kínozzák, és ellopják a hátizsákját és a ruháit. Miközben hazafelé tart, egy csapat férfi zaklatja, és egy mellékútra menekül, ahol meglát egy parkoló furgont, amelyet – kezdetben a lány tudta nélkül – egy névtelen férfi arra használ, hogy elrabolja a zsarnokokat. Claudia megjelenik a hátsó ablakon keresztül, de Sara figyelmen kívül hagyja a segítségért való könyörgését, mivel az emberrabló, aki szintén jelen volt az uszodában, otthagyja neki Claudia törölközőjét, mielőtt elhajt. Sara hazatér, és úgy dönt, hogy nem beszél senkinek a történtekről.
A városba eljut a hír, hogy az uszoda úszómesterét holtan találták, és hogy a három lánnyal együtt eltűnt a pincérnő is. Sara és édesanyja, Asun elmennek az uszodába, ahol Sarát mind Asun, mind a helyi polgárőrség kikérdezi arról, hogy mit látott, és tagadja, hogy aznap délután az uszodában volt. Később aznap este Sara rájön, hogy a mobiltelefonját, amelyet a lányok előző nap loptak el, nyomon tudja követni, és ezzel segíthet a bántalmazók hollétének megállapításában. Ellopja apja telefonját, és bemerészkedik az erdőbe, ahol sikerül megtalálnia a hátizsákját és a telefonját. Ennek során másodszor is találkozik az emberrablóval, aki figyelmezteti, hogy maradjon csendben, és némi gyengédséget kezd mutatni felé, mielőtt elmenekülne. Ezzel egy időben az eltűnt lányok néhány családtagja, köztük Claudia édesanyja, Elena, saját nyomozásba kezd az erdőben, amelynek során megtalálják az eltűnt pincérnő holttestét.
Miután Sara hazatér, Pedro, az eltűnt lányok egyik barátja felkeresi a házában, és meghívja magához. Bemutatja őt a marihuánának, és elárulja, hogy tudja, hogy Sara hazudott arról, hogy nem volt a medencénél a lányok eltűnésének napján. Azt is elárulja, hogy a városlakók őt gyanúsítják az eltűnésért, és Sara megígéri, hogy ha letartóztatják, elárulja a polgárőrségnek, amit látott. Visszatérnek a városba, ahol a hisztérikus Elena megtámadja Sarát, mielőtt Pedro felfedné az igazságot az összegyűlt tömeg előtt. Sara-t a polgárőrség beviszi kihallgatásra, és elkezdi elmondani nekik a birtokában lévő információkat, de a hirtelen fellépő menstruációja megakadályozza a további kihallgatást.
Sara és Asun tudta nélkül az emberrabló eljött az otthonukba, és megtámadta Sara apját. Sara és Asun heves vitába keveredik, melynek során az emberrabló ártalmatlanná teszi Asunt, és a furgonjában elviszi Sarát egy ismeretlen helyen lévő raktárba. Ott Sara felfedezi Roci-t és Claudiát, akik még életben vannak, de betömték a szájukat és a kezüknél fogva kampókra lógnak. A lány leveszi a szájkosarat, és megpróbálja kikötözni őket, de az emberrabló visszatér, mielőtt ezt megtehetné. Menekülési kísérlete közben felfedezi Maca oszladozó holttestét, és az emberrabló is rátalál, aki átöleli őt, és megpróbálja rávenni, hogy ölje meg a lányokat. A lány ehelyett megtámadja a férfit, aki a káoszban véletlenül elsüti a puskáját, és lerobbantja Claudia kezét. Sara úgy öli meg az emberrablót, hogy kiharap egy darabot a nyakából. Sara ezután felkapja a puskát, és elgondolkodik azon, hogy megöli egykori zsarnokait, de ehelyett lelövi az őket felfüggesztő láncokat. Elmegy, és gyalogolni kezd, hamarosan találkozik Pedroval egy motoron, akivel végül visszamegy a városba.

## Szereplők
| Szerep       | Színész                 | Magyar hang            |
| ------------ | ----------------------- | ---------------------- |
| Sara         | Laura Galán             | Ligeti Kovács Judit    |
| Desconocido  | Richard Holmes          | Dózsa Zoltán           |
| Asun         | Carmen Machi            | Bede-Fazekas Annamária |
| Maca         | Claudia Salas           | N/A                    |
| Claudia      | Irene Ferreiro          | Kardos Eszter          |
| Roci         | Camille Aguilar         | Laudon Andrea          |
| Pedro        | José Pastor             | Dér Zsolt              |
| Tomás        | Julián Valcárcel        | Vida Péter             |
| Juancarlitos | Fernando Delgado-Hierro | Renácz Zoltán          |

### Magyar változat
- Bemondó: Nagy Sándor
- Magyar szöveg: Monory Csaba
- Hangmérnök és vágó: Takács György
- Gyártásvezető: Farkas Márta
- Szinkronrendező: Kertész Andrea
- Produkciós vezető: Witzenleiter Kitti

A szinkront a Direct Dub Studios készítette el

## A film készítése
A Röfi Carlota Pereda nagyjátékfilmes debütálása. A 2,5 millió eurós költségvetésű spanyol-francia koprodukcióban készült filmet a Morena Films, a Backup Studio és a Cerdita AIE mellett a La Banque Postale és az Indéfilms együttműködésével, az RTVE és a Movistar+ részvételével, valamint a Junta de Extremadura, az Eurimages, a Kreatív Európa MEDIA alprogramja és a madridi regionális közigazgatás támogatásával készítette. A forgatás 2021. június 17-én kezdődött és július végén fejeződött be. A forgatási helyszínek között szerepelt Villanueva de la Vera és környéke.